# Stazione di Bruce Grove
La stazione di Bruce Grove è una stazione situata a Tottenham nel borgo londinese di Haringey. È servita ogni ora da quattro treni suburbani transitanti sulle due direzioni delle ferrovie della Valle del Lea.